# خربة البويرة
خربة البويرة، تقع على قمة تل بن الوديان، تقوم إلى الجنوب الشرقي من مدينة الرملة، على بعد 15 كيلو مترًا منها. ترتفع القرية 250م عن سطح البحر، وتقع بين قرى بير مُعين، سلبيت، بيت سيرا وبيت نوبا.
تتصل القرية بالطرق الرئيسة بين القدس- يافا وبين القدس- الرملة بطرق فرعية.

## التسمية
المقطع الأول من الاسم إشارة أنّ القرية قامت في موقع أثري قديم لأنّ اسم الخربة في فلسطين انما يطلق على المواقع الأثرية القديمة كنعانية أو رومانية. أمّا المقطع الثاني جاء من كلمة بور، وهي الأرض غير المستخدمة، وهذا يدل على أنّ القرية هجرت ردحًا من الزمن.

## التاريخ
كانت القرية عبارة عن مزرعة تحوّلت لقرية أثناء الحكم العثماني ودفعت الضرائب حتى احتلها الإنجليز عام 1948 تبعًا لاتفاقية سان ريمو. في عام 1948 وقعت القرية تحت الاحتلال الصهيوني بعملية «داني» في سياق المرحلة الثانية وتم تدميرها، حيث لم يبق منها الّا جدران مهدّمة، وحوّلها الصهاينة إلى موقع رماية لقواتهم العسكرية.

### النكبة
في سياق المرحلة الثانية من عملية «داني»، بعد أن استولت الوحدات الإسرائيلية على اللد والرملة وهجّرت سكانهما، اندفعت بعض الوحدات شرقًا في اتجاه اللطرون. ومن المرجح أن تكون خربة البويرة احتُلت أثناء هذا الاندفاع، أواسط تموز/يوليو 1948. وفشلت العملية الفرعية في الاستيلاء على اللطرون، لكنّها تسبّبت بوقوع كثير من القرى تحت الاحتلال الإسرائيلي. لا يوجد رواية مفصلة لاحتلال هذه القرية، لكنّ الجنرال إيغال آلون، الذي قاد عملية «داني»، كان مشهورًا بتهجير جماعات كثيرة من سكان القرى التي وقعت تحت سيطرته. وعندما رُسمت خطوط الهدنة بين «إسرائيل» والأردن، مرّت تلك الخطوط بالقرب من القرية.

### القرية اليوم
حُولت القرية إلى أنقاض مبعثرة في بقعة واسعة. ولم يعد قائمًا سوى حيطان منزل كبير مبني بحجارة كبيرة نسبيًا. كما يشتمل وسط القرية على آبار عدّة وجنائن خاصّة، تفصل بينها معالم حجرية تُستعمل أيضًا أدراجًا لنزول الوادي.
في سنة 1989، شبّ حريق على الأشجار التي كانت قائمة وسط الموقع. واليوم تُستعمل القرية منطقة تدريب عسكري.
أراضي القرية تستخدم كمنطة تدريب عسكري للجيش الإسرائيلي.